# ショッテン
ショッテン (ドイツ語: Schotten, ドイツ語発音: [ˈʃɔtn̩]) は、ドイツ連邦共和国ヘッセン州中部フォーゲルスベルク郡の市である。最寄りの大きな都市は、北のアルスフェルト、東のフルダ、南のフリートベルク (ヘッセン)、西のギーセンである。

## 地理

### 位置
ショッテンは州認定のルフトクアオルト（空気の清浄な保養地）で、フォーゲルスベルク山地の西斜面、高度 168 m から 773 m に位置している。近隣には、ホーアー・フォーゲルスベルク自然公園 の2つの最高峰であるホーエローツコプフ (764 m)、タウフシュタイン (773 m) がある。ショッテンは、冬のスノースポーツや夏の広大な森の散策で、人気の行楽地である。ニッダシュタウゼー（ニッダ川の堰止め湖）でウォータースポーツも楽しめる。
市域の最も北東外れにニッダ川の水源があり、散策に人気の目的地となっている。

### 隣接する市町村
ショッテンは、北はウルリヒシュタイン、北東はヘルプシュタイン、東はグレーベンハイン（以上3市町村はフォーゲルスベルク郡）、南はゲーデルンおよびヒルツェンハイン、西はニッダ（以上3市町村はヴェッテラウ郡）およびラウバッハ（ギーセン郡）と境を接している。

### 市の構成
自治体ショッテンは、中核市区ショッテンの他に、ベッツェンロート、ブロイゲスハイン、ブルクハルツ、ブーゼンボルン、アイナーツハウゼン、エッシェンロート、ゲッツェン、カウルシュトース、ミヒェルバッハ、ラインロート、ルーディングスハイン、ジッヒェンハウゼン、ヴィンガースハウゼンの各市区からなる。

## 歴史

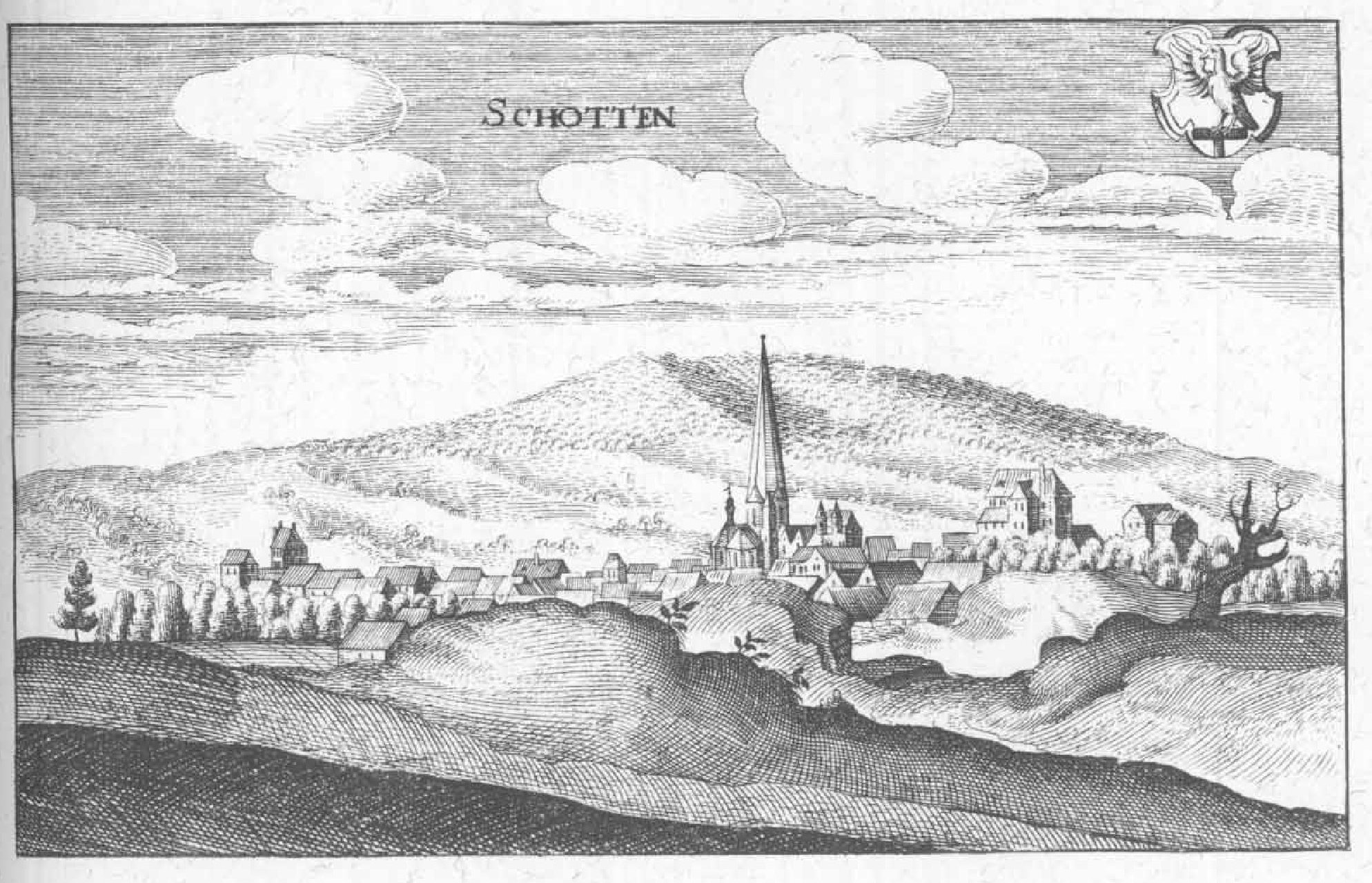
1655年に出版されたマテウス・メーリアンの銅版画に描かれたショッテン

ショッテン市内からの出土品は新石器時代にまで遡る。数多くの丘陵墓や成立年代不明の環状防塁「アルテブルク」や「ヴィルトハウスコプフ」が先史時代を物語っている。1960年代に現在の屋外プール付近でハルシュタット期の球状の器が発掘され、現在、ショッテンのフォーゲルスベルク郷土博物館に収蔵されている。
ショッテンは、778年に初めて記録されている。集落の形成は、8世紀、中世盛期の開拓時代の開始と関連している。ショッテンは、ニッダ川沿いにフォーゲルスベルク山地を越える古い広域街道沿いに位置していた。この街道とおそらくは初期のショッテン集落の防衛のために、1000年頃に現在のアルテブルクパークに建設されたアルテブルク（城）が利用された。この城を建設した人物は明らかでないが、おそらくニッダ伯による建立を推定されている。最初のショッテンの教会は、アイルランド＝スコットランド系修道士の創設とされている。大規模なゴシック建築の聖母教会は14世紀に建設され、その後数十年間、サンティアゴ・デ・コンポステーラの巡礼路沿いの人気の巡礼教会であった。
中世後期、ショッテンはエップシュタイン家とトリムベルク家に属した。これら騎士家に属する盗賊騎士とのフェーデの過程でライン都市同盟は 1385年にこの街を占領し市壁とエップシュタイン城およびおそらくアルテブルクをも破棄した。1403年からショッテンはヘッセン方伯領となった。この時代に、それまで破壊されていたエップシュタイン城も再建された。

### 市域の拡大
1970年代の地域再編によって、15の市町村から現在のショッテンが形成された。

## 行政

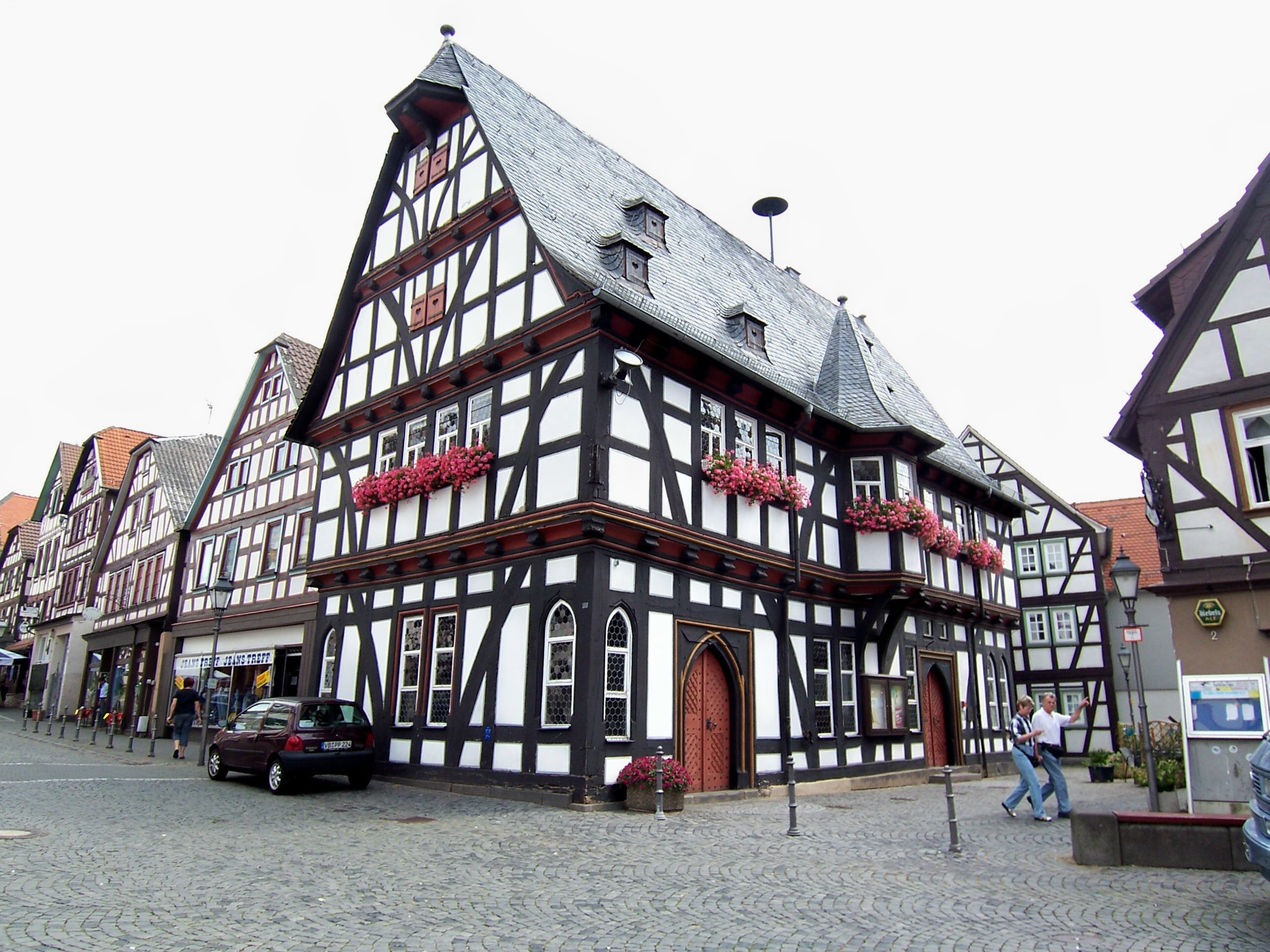
ショッテンの旧市庁舎

### 議会
ショッテン市議会は、37議席からなる。

### 紋章
青地。金色の山の上にとまった、赤い嘴や爪で威嚇する翼を広げた銀の鷹。
金色の山はフォーゲルスベルク山地を象徴している。鷹は、この街の創設伝説にその起源を持つ。

### 姉妹都市
- アルコ（イタリア、トレンティーノ＝アルト・アディジェ州、1960年
- ブロイユ＝クヴォカン（ベルギー、エノー州）1963年
- クローヌ（フランス、エソンヌ県）1963年
- リーマジョフ（チェコ、モラヴィア・スレスコ州）1996年
- メイボール（イギリス、サウス・エアシャイア）2000年

この他、ボーゲン（バイエルン州）、エルムスホルン（シュレースヴィヒ＝ホルシュタイン州）、オジメク（ポーランド、オポーレ県）と友好都市関係にある。

## 文化と見所

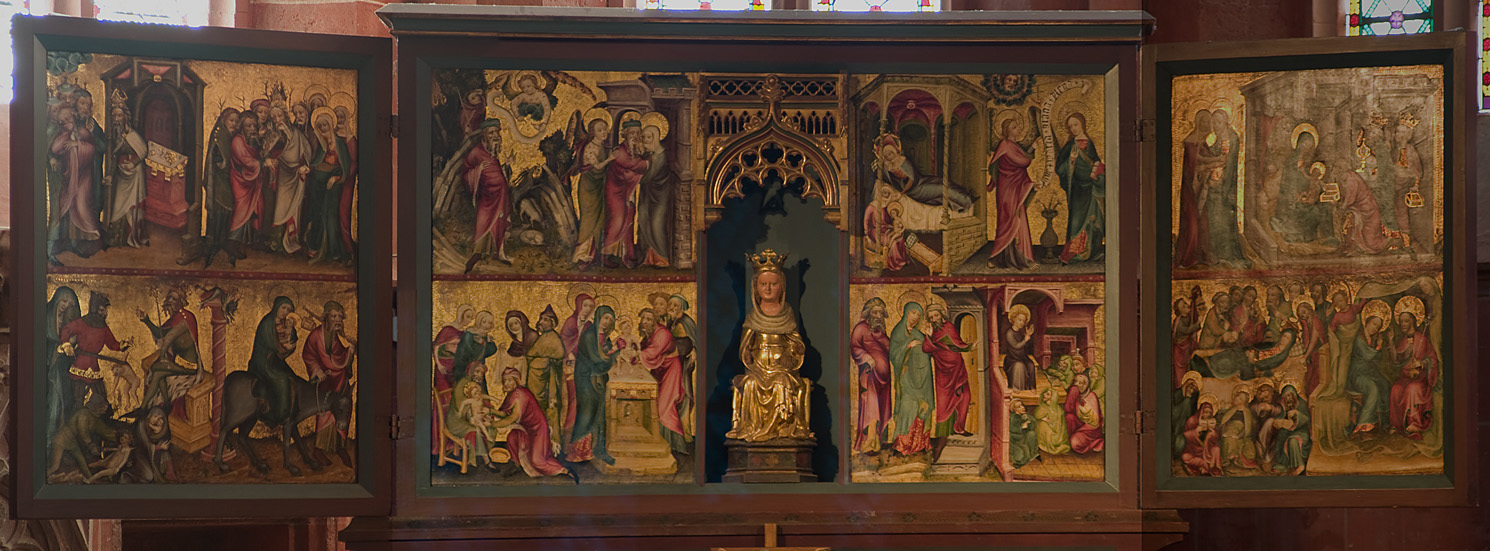
聖母教会のマリア祭壇

### 建築
旧市街では、有名なマリア祭壇を持つゴシック様式の聖母教会を見学することができる。この有翼祭壇は、無名の画家によって1385年頃に製作された。その近くに建つ旧市庁舎は、1512年建造の堂々たる木組み建築である。この歴史的建造物は、旧市街の近代化に伴い、1984年 - 1987年に修復された。
- 聖母教会
- ショッテン旧市街
- エップシュタイン城

### 年中行事
この街は、モータースポーツの分野では、ショッテンリング・レースで知られている。

## 経済と社会資本

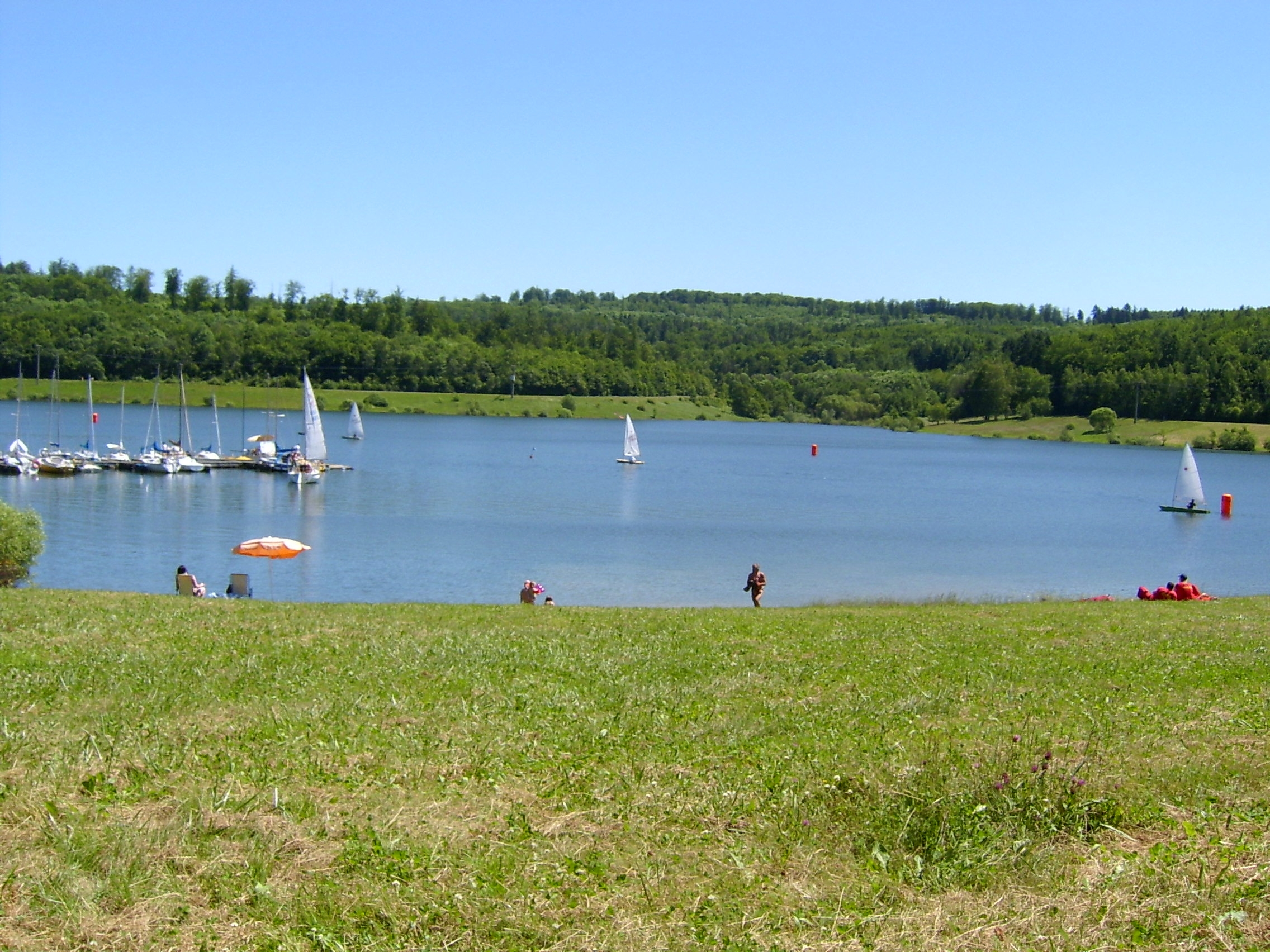
ニッダシュタウゼー

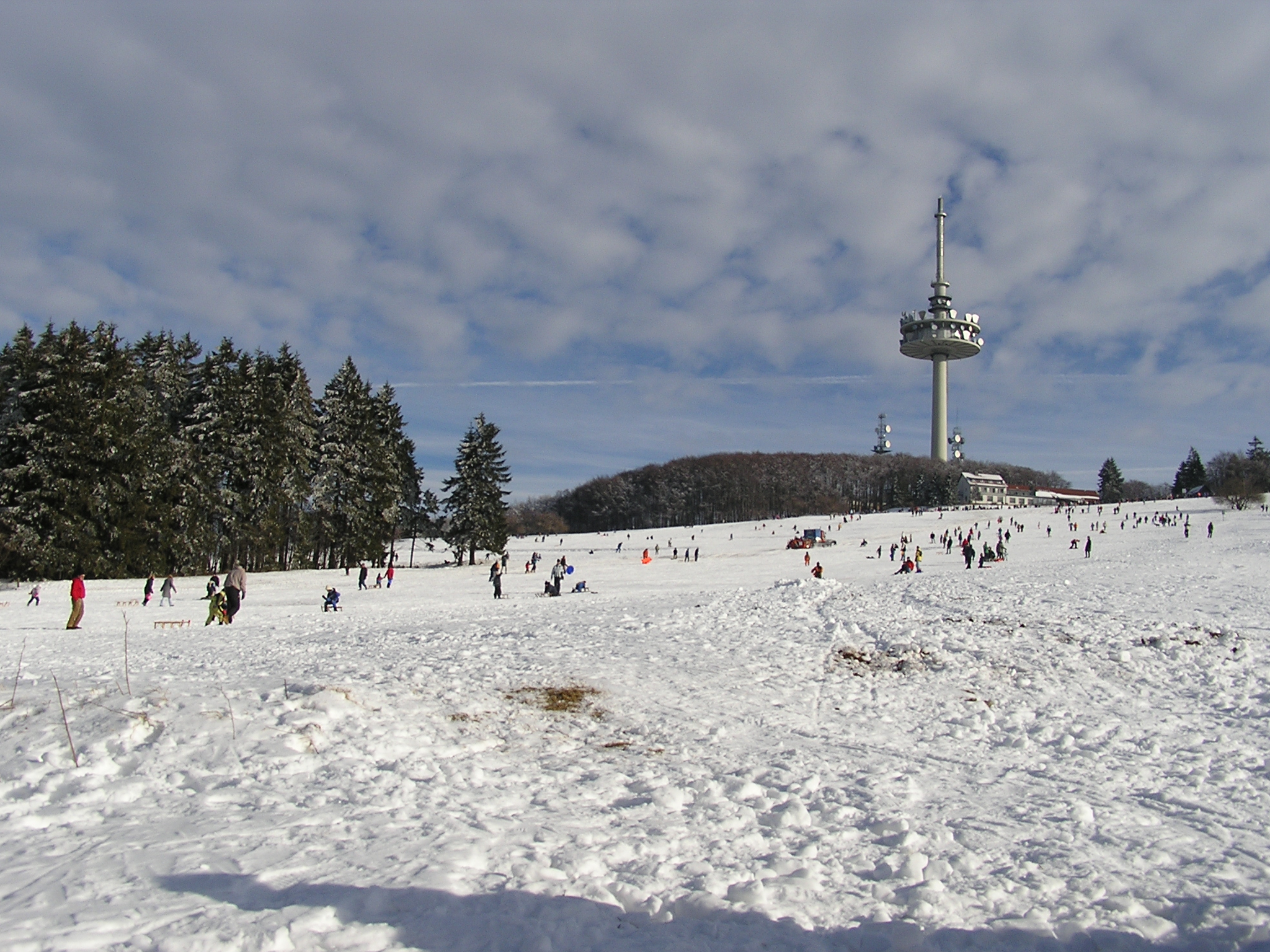
冬にスキー場となったホーエローツコプフ

### 交通
連邦道 B455号線と B276号線が市内を通っている。最寄りのアウトバーンは A5号線と A45号線である。ゲーデルンからショッテンを経由してラウバッハへの B276号線は、伝説のモーターバイク・コースであり、晴れた週末には多くのモーターライダーが訪れる。これはコース上に、ファルトーアハウスをはじめとする集合場所があることにもよる。いわゆる「アプラウスクルヴェ（喝采のカーブ）」は、ドイツ全土のモーターライダーに有名である。ここは長く伸びた 180° のカーブで、大きくハングオンするライダーを、多くの見物人（そのほとんどは別のライダーたちである）が見つめ、歓声を上げる（あるいは動画や写真に撮影する）。

### 余暇施設とスポーツ施設
ニッダシュタウゼー（ニッダ川の堰止め湖）とホーエローツコプフは、人気のハイキングの目的地である。
トゥルン・ウント・ゲザンクフェライン 1859 e.V. と S. V. Blau Weiß Schotten e.V. が首邑ショッテンの 2大スポーツサークルである。
改修された通りによって、この街の地域はモーターバイクに最適である。
ショッテンには野鳥パークがある。

## 引用
1. ↑  Hessisches Statistisches Landesamt: Bevölkerung in Hessen am 31.12.2023 (Landkreise, kreisfreie Städte und Gemeinden, Einwohnerzahlen auf Grundlage des Zensus 2011)]
2. ↑  Max Mangold, ed (2005). Duden, Aussprachewörterbuch (6 ed.). Dudenverl. p. 711. ISBN 978-3-411-04066-7
3. ↑  Naturpark Hoher Vogelsberg（2012年7月30日 閲覧）
4. ↑  2011年3月27日の市議会議員選挙結果、ヘッセン州統計局（2012年7月30日 閲覧）
5. ↑  Motorsport Rund um Schotten（2012年7月30日 閲覧）